# Žbona
Žbona je priimek več znanih Slovencev:
- Aleksij Žbona (1942—1987), zdravnik in slikar
- Beatriče Žbona Trkman (* 1949), arheologinja, muzealka
- Bonaventura Žbona (ok. 1570—1640), frančiškan
- Fedja Žbona (1956–1996), slikar v Parizu
- Mojka Žbona (* 1954), prevajalka
- Tilen Žbona (* 1976), slikar, likovni pedagog, oblikovalec
- Vasja Žbona (1945—2013), kipar in restavrator v Parizu